# Teboho Sefatsa
Teboho Sefatsa (Germiston, 27 juni 1983) is een Zuid-Afrikaans golfprofessional. Hij debuteerde in 2003 op de Sunshine Tour.

## Loopbaan
Voordat Sefatsa een golfprofessional werd in 2003, was hij een goede golfamateur. In 2012 behaalde hij op de Sunshine Tour zijn eerste profzege door de BMG Classic te winnen.

## Prestaties

### Professional
Sunshine Tour
| Nr. | Datum           | Toernooi    | Score        | Score | Info  |
| --- | --------------- | ----------- | ------------ | ----- | ----- |
| 1   | 21 oktober 2012 | BMG Classic | 70+68+68=206 | –10   | [ 1 ] |